# Kirche von Dalhem

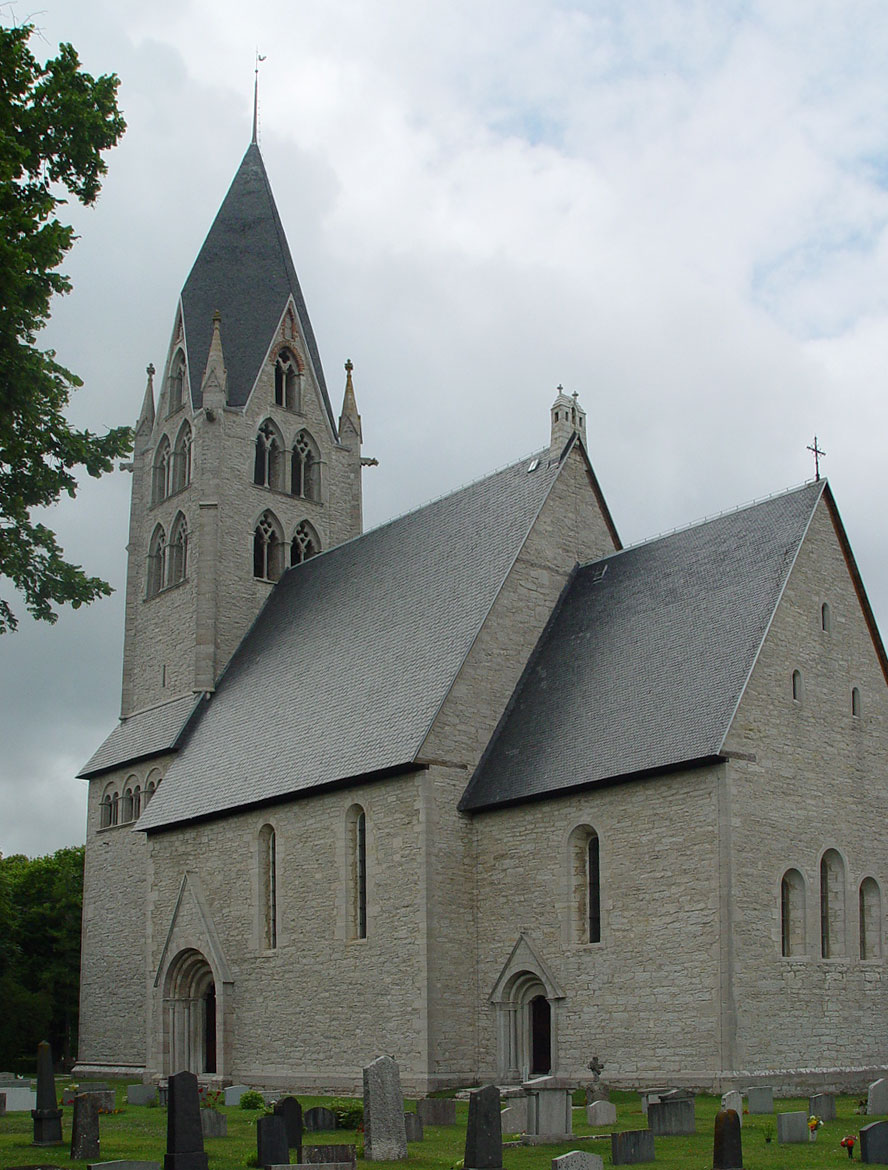
Kirche von Dalhem

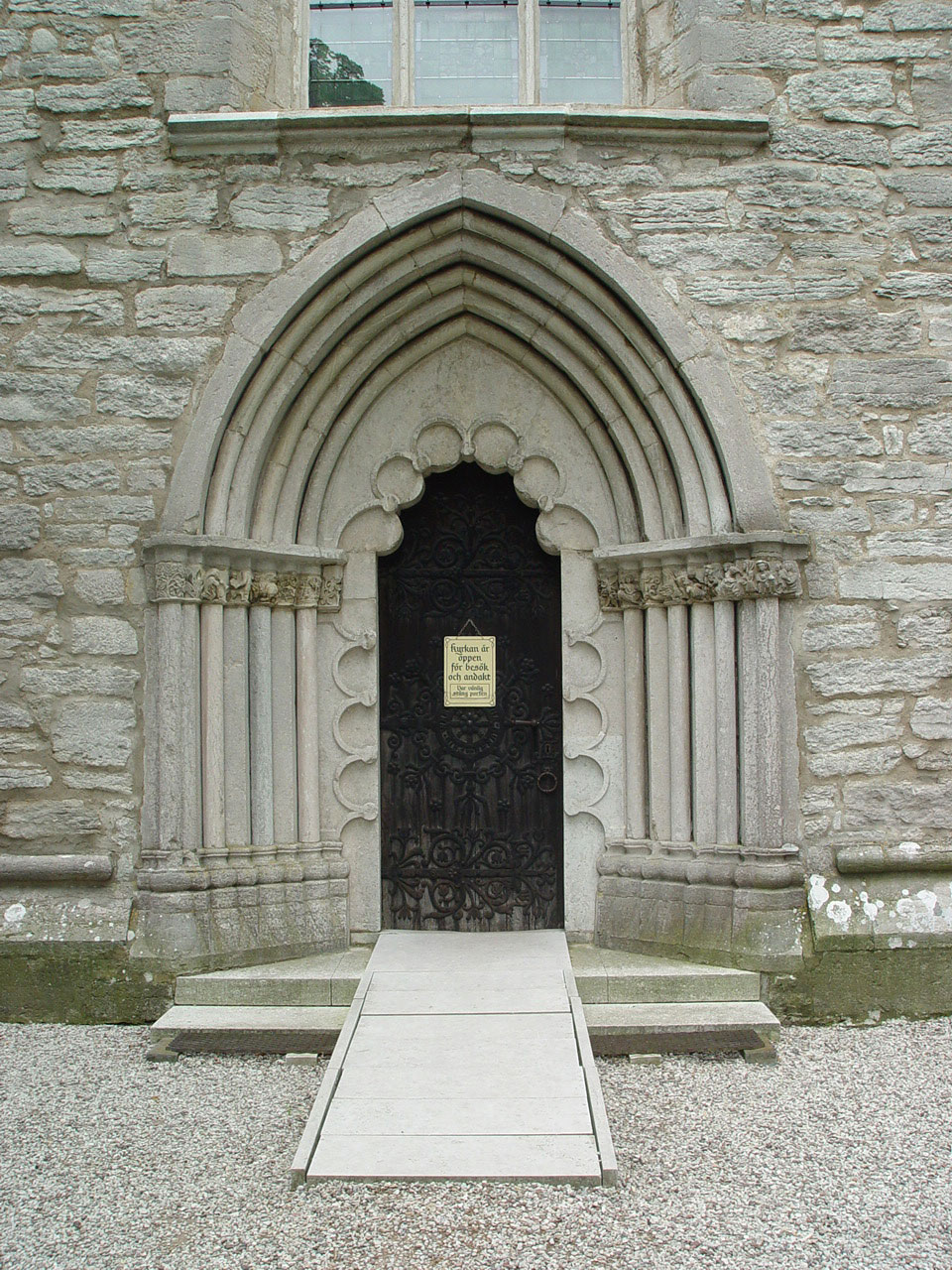
Westportal der Kirche aus der Bauhütte des Egypticus

Die romanische Kirche von Dalhem (schwedisch Dalhem kyrka) ist eine der größten Landkirchen auf der schwedischen Insel Gotland.  Sie gehört zur Kirchengemeinde (schwedisch församling) Dalhem im Bistum Visby.

## Lage
Die Kirche liegt ziemlich genau in der Mitte der Insel im Ort Dalhem, 17 km südöstlich von Visby, 7 km östlich von Roma und 23 km südwestlich von Slite.  

## Kirchengebäude
Das Langhaus, der Chor und die Sakristei entstanden in der ersten Hälfte des 13. Jahrhunderts. Bei einer Restaurierung im Jahre 1899 wurden Grundmauern einer kleineren Vorgängerkirche, deren Chor vermutlich eine Apsis besaß, gefunden. Das Portal, das große Fenster auf der Westseite sowie der hohe Turm entstanden im 14. Jahrhundert. Baumeister des Turmes und Schöpfer des Portals war ein unbekannter Meister, der in der Kunstgeschichte den Namen „Egypticus“ erhielt und auch für Arbeiten an den Kirchen von Gothem, Öja und Stånga zeichnet. Die Figuren des Kapitellbandes stellen u. a. einen Drachen, einen Zentauren und eine Sphinx dar und sind für die gotländische Skulpturenpalette ungewöhnlich.
Das dreischiffige Langhaus wird von vier schweren Mittelpfeilern in neun Gewölbe unterteilt.

## Glocke
Die Glocke der Kirche von Dalhem wurde 1599 von dem Lübecker Glockengießer Matthias Benningk gegossen.

## Glas- und Wandmalereien
Die restaurierten Wände sind mit Kalkmalereien verziert, die mittelalterliche Motive zeigen. Einige davon sind im Originalzustand erhalten. Die Glasmalereien der Fenster im Chor sind die ältesten erhaltenen auf der Insel. Sie zählen zu den bedeutendsten mittelalterlichen Glasmalereiem auf Gotland.

## Grabmäler
Neben der Kirche sind fünf alte Grabplatten (drei davon trapezförmig) unter einer bedachten Pergola aufgestellt. Die älteste Platte stammt vom Ende des 12. Jahrhunderts.

## Bilder

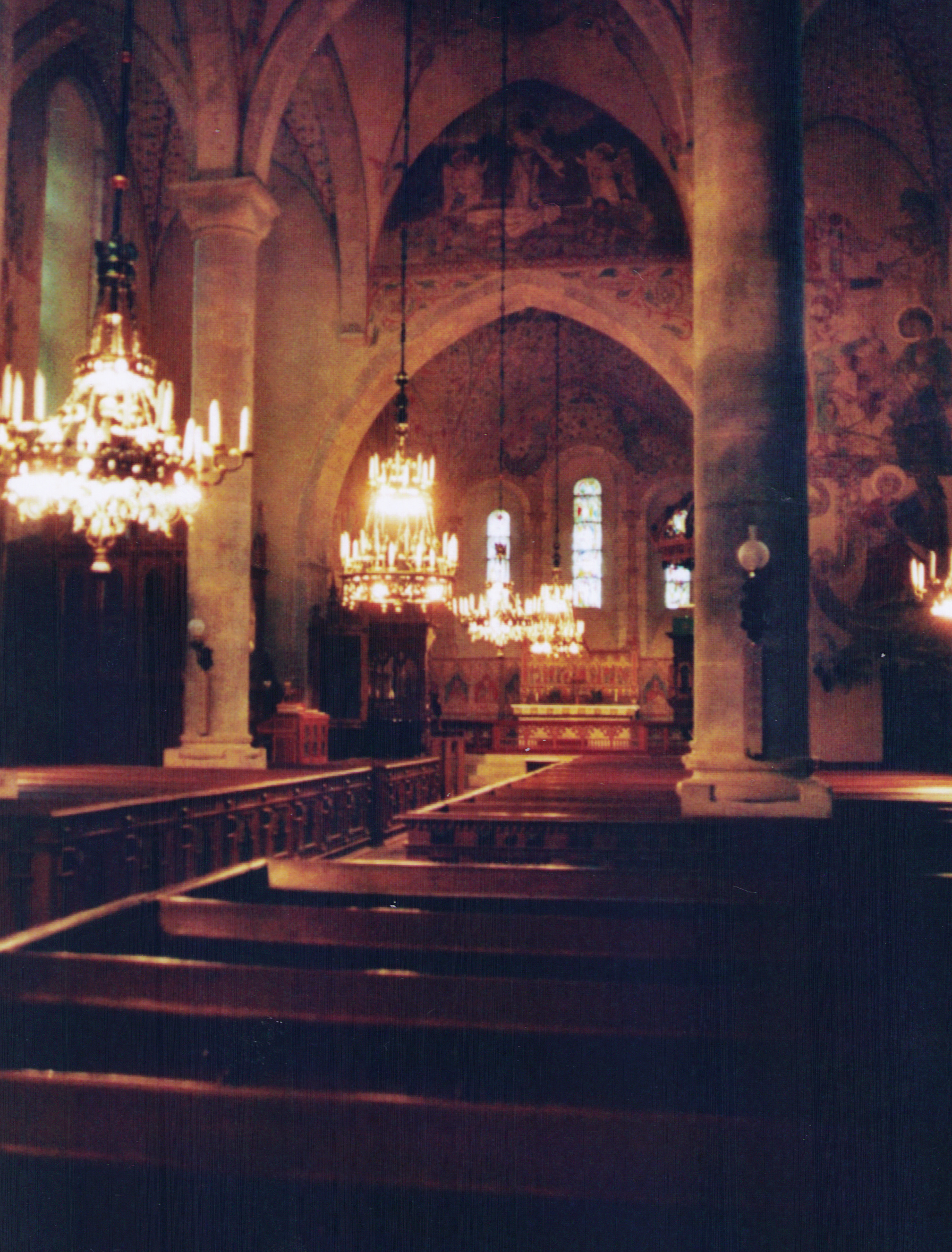
Innenraum
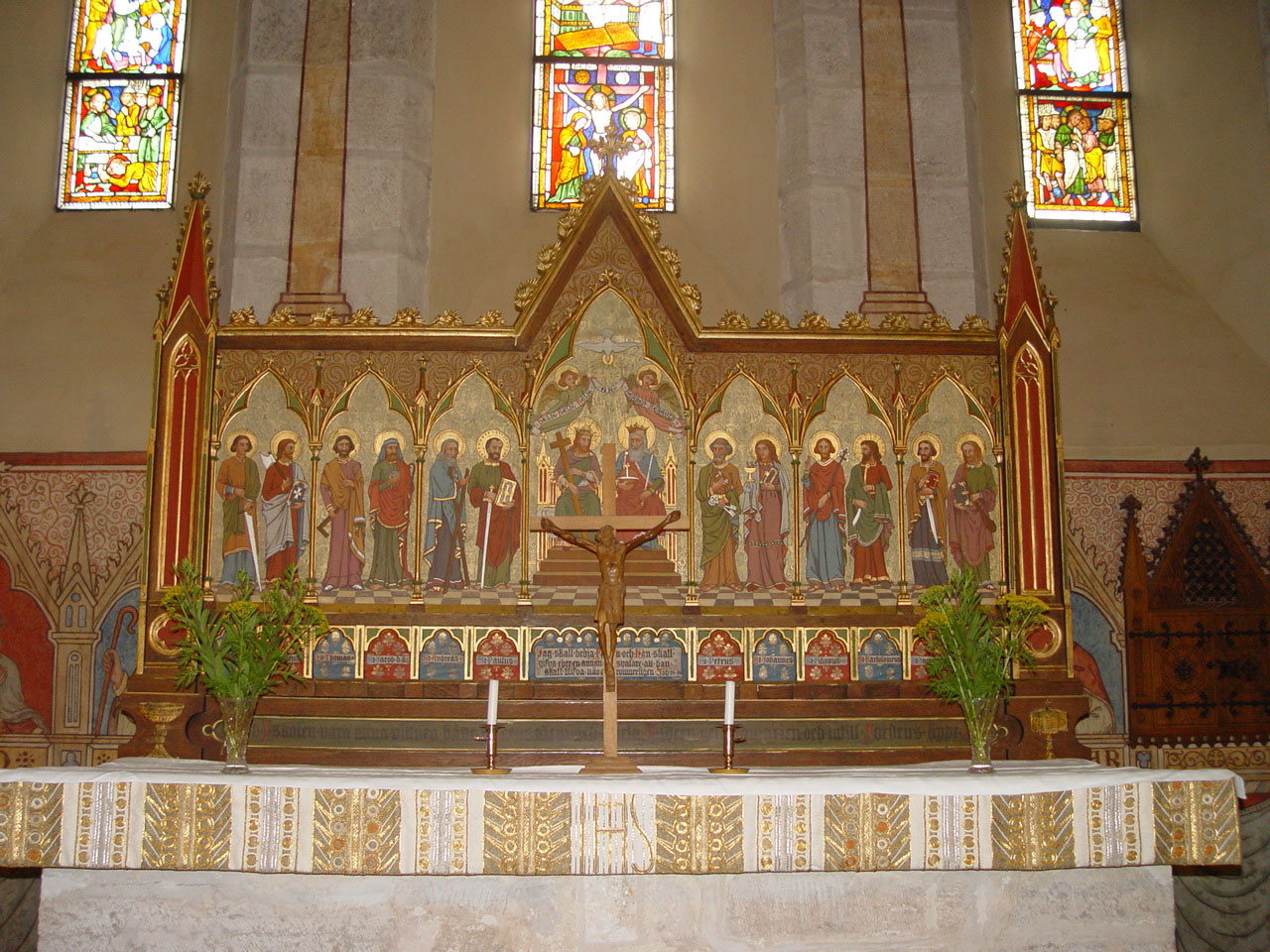
Neogotischer Altar (ca. 1900)
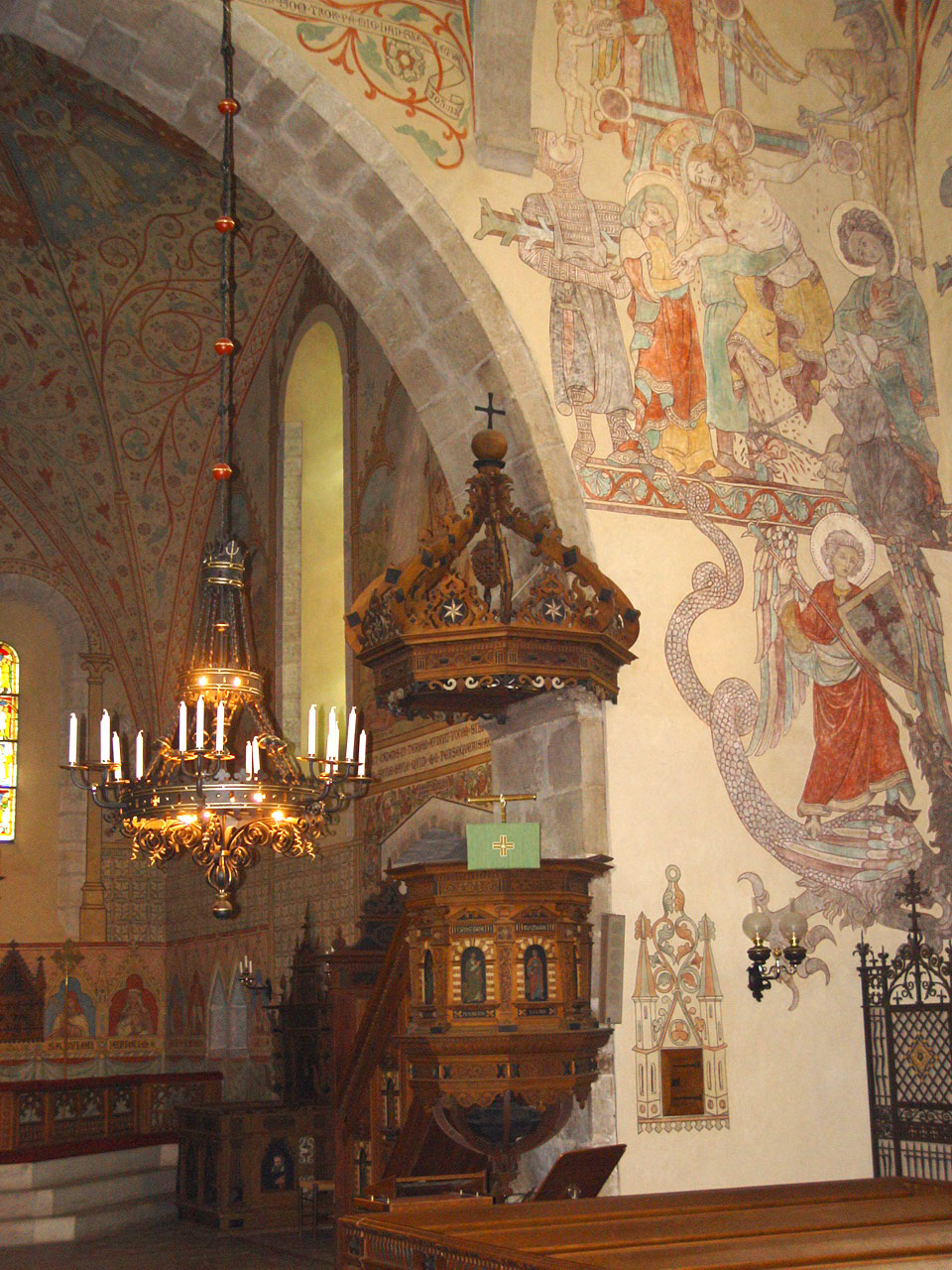
Kanzel und Kalkmalerei „Kreuzabnahme“ (alt)
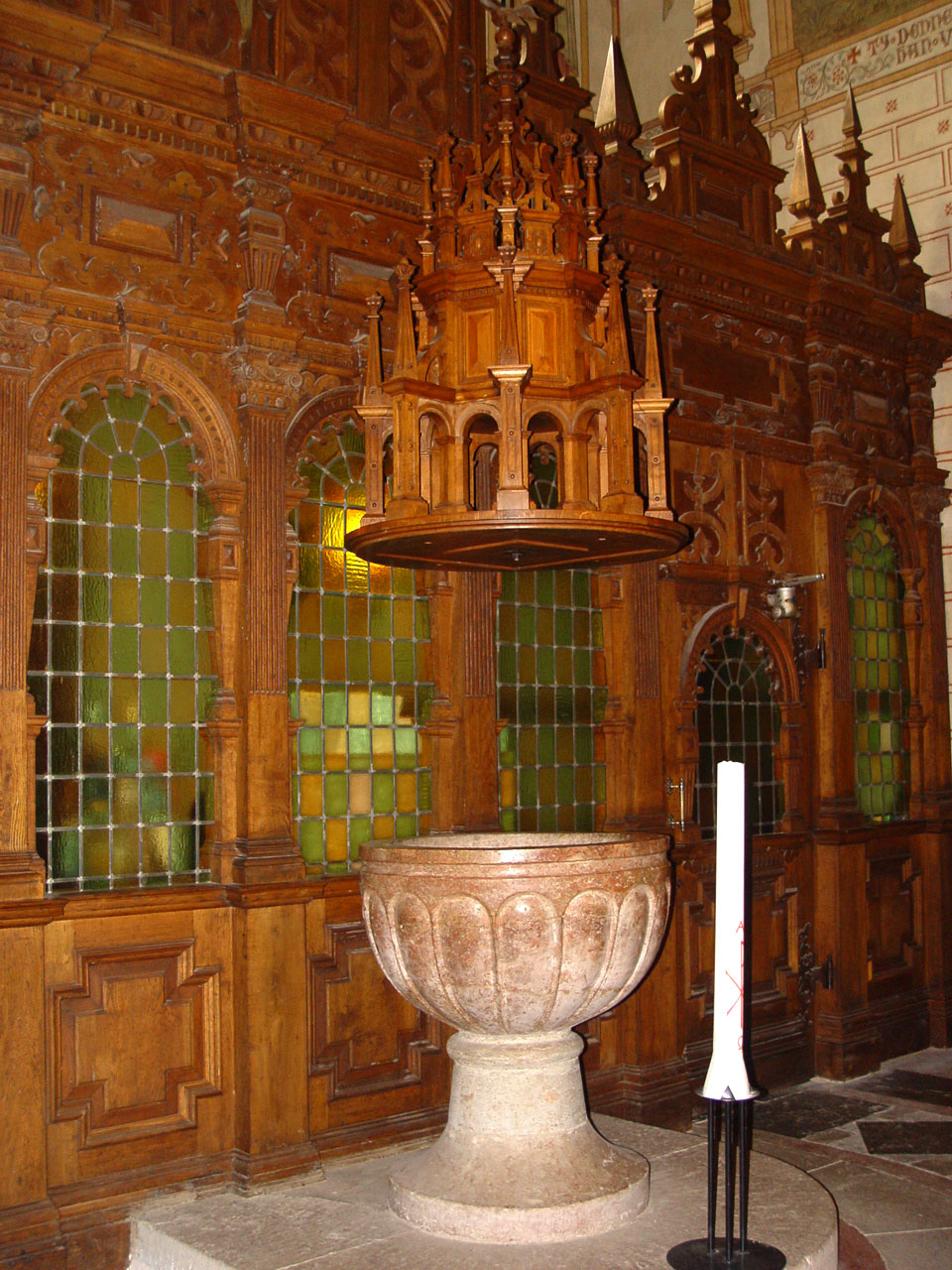
Taufbecken (13. Jh.)
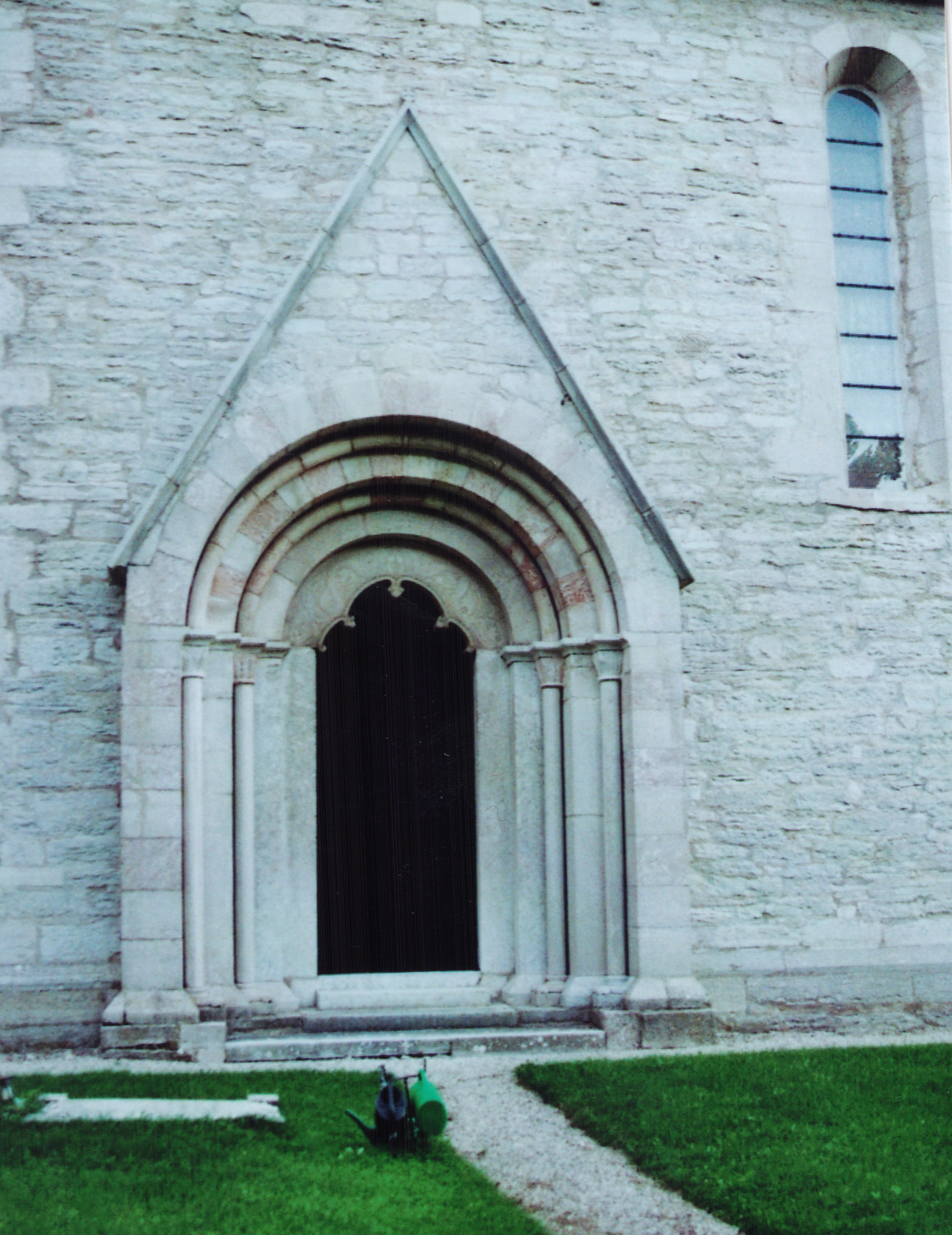
Portal an der Südseite
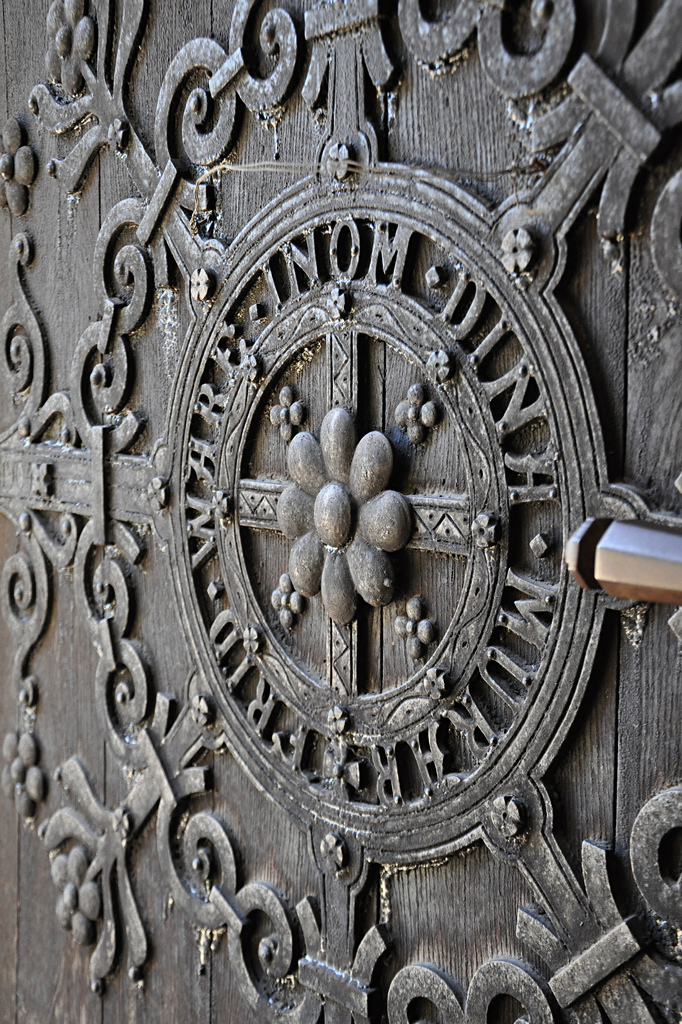
Detail der Kirchentür
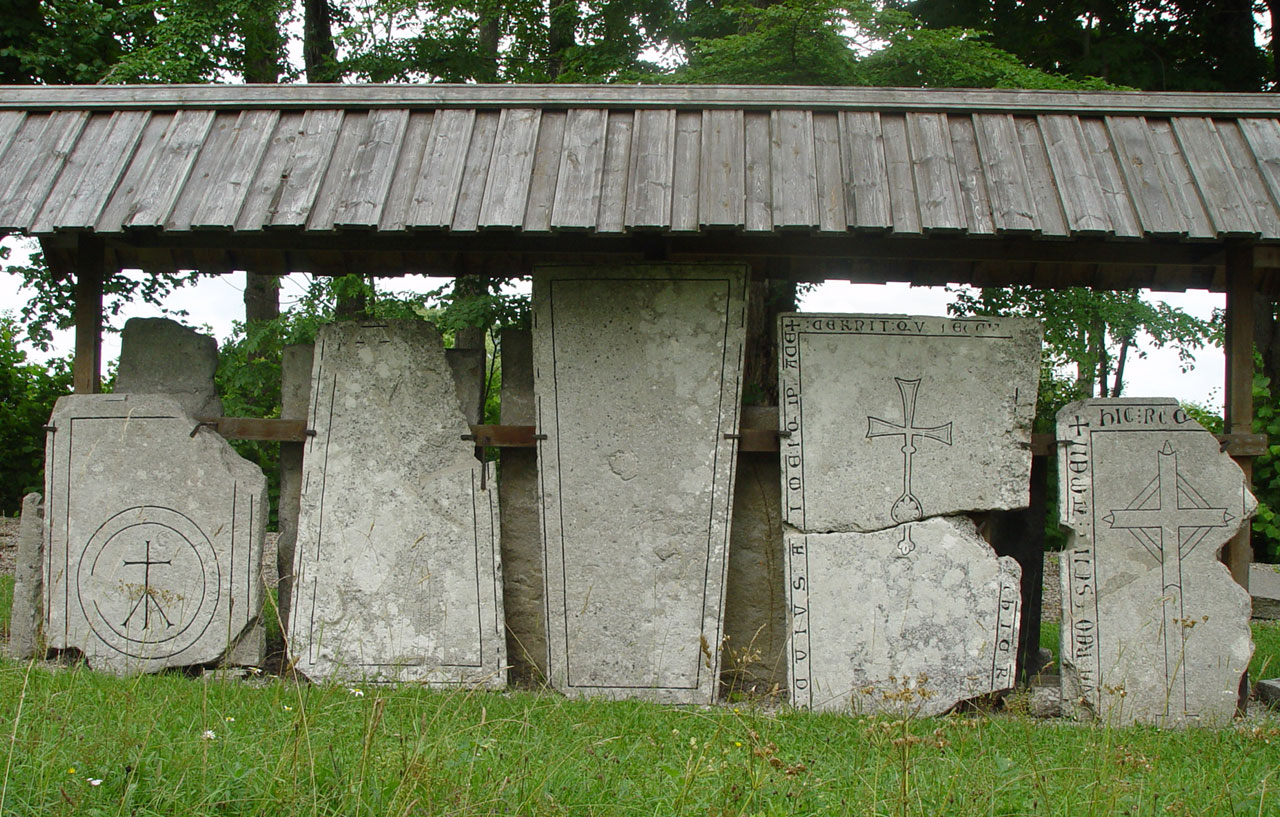
Grabplatten
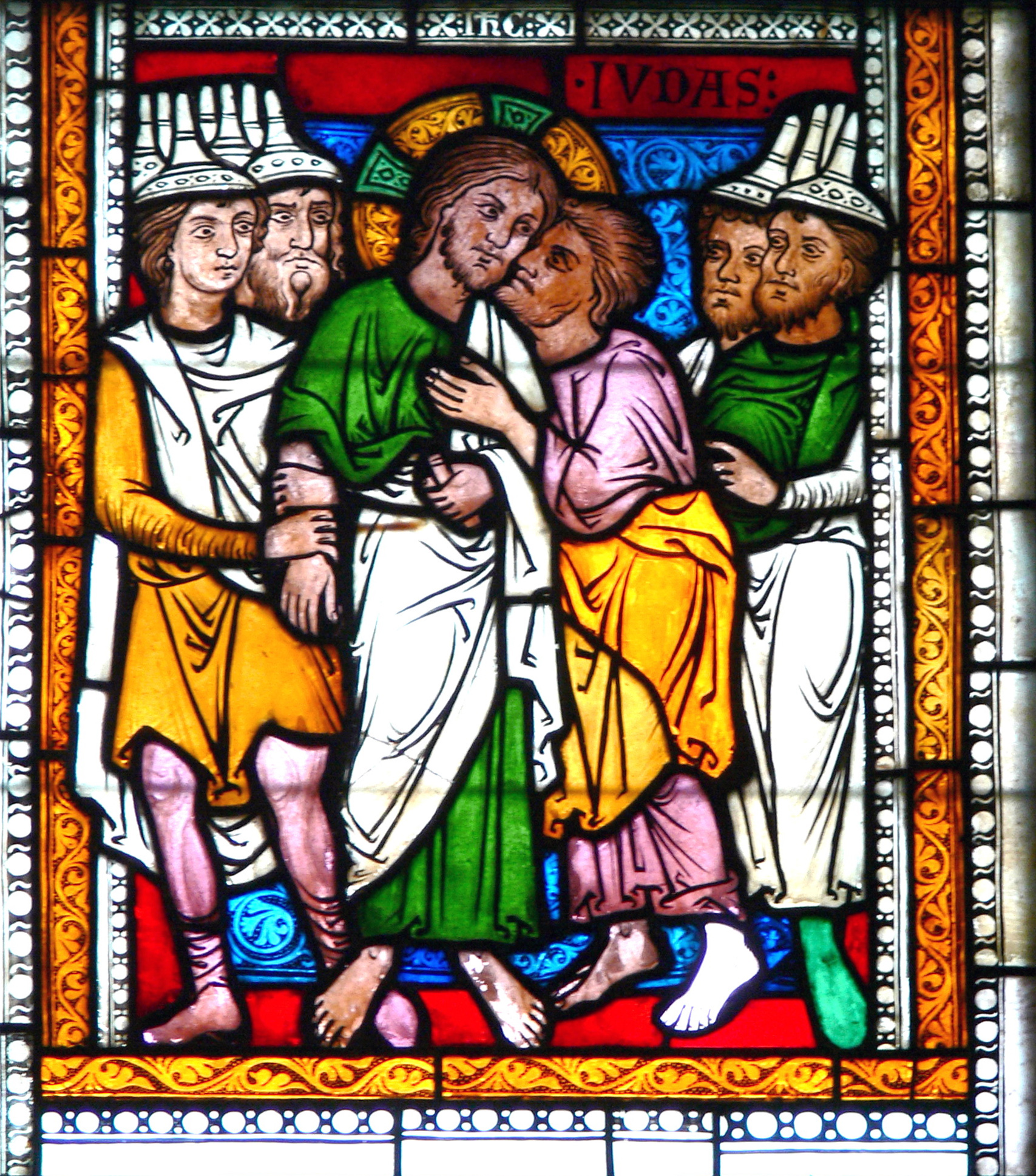
Glasmalerei der Kirche